# للکس
للکس (به فرانسوی: Lélex) یک کمون در فرانسه است که در Canton of Gex واقع شده‌است.

## خصوصیات
للکس ۱۷٫۷ کیلومترمربع مساحت و ۲۲۵ نفر جمعیت دارد و ۸۸۹ متر بالاتر از سطح دریا واقع شده‌است.